# Гьолхайм
Гьолхайм (на немски: Göllheim) е община в Рейнланд-Пфалц, Германия, с 3771 жители (към 31 декември 2015).
Гьолхайм е споменат за пръв път в документ през 819 г. като Gylnheim.
На 2 юли 1298 г. се състои битката при Гьолхайм между австрийския херцог Албрехт I Хабсбургски и римско-немския крал Адолф от Насау, който загубва там живота си.